# Neobrachistella maxima
Neobrachistella maxima är en stekelart som beskrevs av Girault 1912. Neobrachistella maxima ingår i släktet Neobrachistella och familjen hårstrimsteklar. Inga underarter finns listade i Catalogue of Life.